# (7593) 1992 WP4
(7593) 1992 WP4 là một tiểu hành tinh vành đai chính. Nó được phát hiện bởi Eleanor F. Helin ở Đài thiên văn Palomar ở Quận San Diego, California, ngày 21 tháng 11 năm 1992.